# Freehold Township
Das Freehold Township ist ein Township im Monmouth County im US-Bundesstaat New Jersey. Das U.S. Census Bureau ermittelte bei der Volkszählung 2020 eine Einwohnerzahl von 35.369.  
Das Borough of Freehold, das vollständig vom Freehold Township umgeben ist, ist eine eigenständige Stadt und kein Teil des Freehold Township.

## Geographie
Das Freehold Township liegt im Osten New Jerseys und im Süden des Monmouth County. Das Freehold Township grenzt im Uhrzeigersinn im Norden beginnend an das Marlboro Township, Colts Neck, Howell Township und Millstone Township im Monmouth County, an das Jackson Township im Ocean County und an das Manalapan Township, wiederum im Monmouth County. Zudem grenzt das Township an die Stadt Freehold, die es vollständig umschließt. Auf dem Gebiet des Freehold Township liegen die Census-designated places Blue Ball, Burlington Heights, East Freehold, Georgia, Orchard Estates, Siloam, Smithburg, Southburg, Stonehurst East, Stonehurst West und West Freehold.

## Geschichte
Die Siedlungsgeschichte auf dem Gebiet des Freehold Township begann mit der Besiedelung durch die amerikanischen Ureinwohner vom Stamm der Lenni Lenape, die vor allem von der Jagd lebten und keine festen Siedlungen errichteten, sondern diese von Jahr zu Jahr wechselten. 1498 kam mit dem Niederländer John Cabot erstmals ein Europäer in dem Gebiet an und gründete eine erste Siedlung. 1685 kamen schottische Siedler im heutigen Freehold Township an und errichteten die erste dauerhafte Siedlung, die am 31. Oktober 1693 zusammen mit den Orten Middletown und Shrewsbury innerhalb des Monmouth County gebildet wurde. Der Name Freehold stammt von dem englischen Begriff für ländliches Eigentum.

Das historische Monmouth County Courthouse (bis 1806)

Im Jahr 1714 schlug der Landvermesser und damalige Besitzer des Freehold Township, John Reid, das Township als Sitz des Monmouth County vor. Dafür verkaufte er sein Land günstig an das New Jersey Board of Chosen Freeholders und das Freehold Township setzte sich letztendlich gegen Middletown und Shrewsbury als County Seat durch. Es kam zum Bau des Monmouth County Courthouse, der 1715 fertig gestellt wurde, und das zunächst kleine Dorf begann in der Folgezeit stark zu wachsen. Kurz nach der Fertigstellung des Gerichtsgebäudes gab es bereits mehrere Wohnungen, einen Dorfladen, eine Bank, ein Hotel, einen Saloon sowie eine Polizeistation mit Gefängnis. Das Gebiet um das Monmouth County Courthouse war vor allem von Farmen umgeben, die insbesondere für ihren Anbau von Kartoffeln, Bohnen und Roggen bekannt waren. Etwa um 1731 wurde aus einem Teil des Freehold Township das Upper Freehold Township gebildet. 1745 war ein Großteil der Einwohner schottischer Abstammung, was sich bis heute in einigen Straßennamen widerspiegelt.
Das Freehold Township war stark durch die Ereignisse der Amerikanischen Revolution geprägt. Ab den frühen 1770er-Jahren begannen die Sons of Liberty, Einwohner des Freehold Township zu rekrutieren. Nach der von den Briten gewonnenen Schlacht von Long Island fiel das Freehold Township unter die Kontrolle der Loyalisten und einige Angehörige der Sons of Liberty wurden aufgrund ihrer Aktivitäten verhaftet. Erst der Sieg der Kontinentalarmee in der Schlacht von Trenton konnte die Kontrolle der Loyalisten über das Freehold Township wieder schwächen. Am 28. Juni 1778 begann in Freehold die Schlacht von Monmouth, einer der größten Kämpfe während der Amerikanischen Revolution mit etwa 25.000 Soldaten in den verschiedenen Armeen. Am Ende erklärten sowohl die Kontinentalarmee unter George Washington als auch die britischen Streitkräfte unter Henry Clinton den Sieg für sich, nachdem die Kontinentalarmee die Briten zwar abwehren konnte, die Briten im Gegenzug jedoch die Stadt Philadelphia für sich behaupten konnten. Nach der Schlacht von Monmouth kam die Kontrolle der Loyalisten endgültig ins Wanken, bis diese sie 1780 nach weiteren kleineren Kämpfen endgültig aufgaben.
Bei der ersten jemals in den Vereinigten Staaten durchgeführten Volkszählung im Jahr 1790 hatte das Freehold Township 3.785 Einwohner und begann in der Folge weiter zu wachsen. Das Dorf Monmouth Courthouse wurde in Freehold umbenannt. Später verlor Freehold einen großen Teil seiner Fläche, zunächst mit der Gründung des Millstone Township am 28. Februar 1844 und später mit den Gründungen des Jackson Township (6. März 1844), des Colt Neck Township (18. Februar 1847), des Marlboro Township (17. Februar 1848) und schlussendlich mit der Gründung des Manalapan Township am 9. März 1848. 1852 wurde mit dem beginnenden Bau einer Bahnstrecke ein Haltepunkt eingerichtet, bald darauf wurden modernere Abwasserkanäle angelegt. Am 30. Oktober 1873 wurde beinahe die gesamte Stadt durch einen Großbrand zerstört. Nachdem das Freehold Township im Jahr 1883 an das Telefonnetz angeschlossen wurde, konnte sich wiederum ein kurzzeitiges starkes Bevölkerungswachstum bemerkbar machen. Freehold entwickelte sich zu einem Industrie- und Handelszentrum in New Jersey, was durch die Lage in der Nähe großer Städte wie Philadelphia und New York City noch positiv beeinflusst wurde.

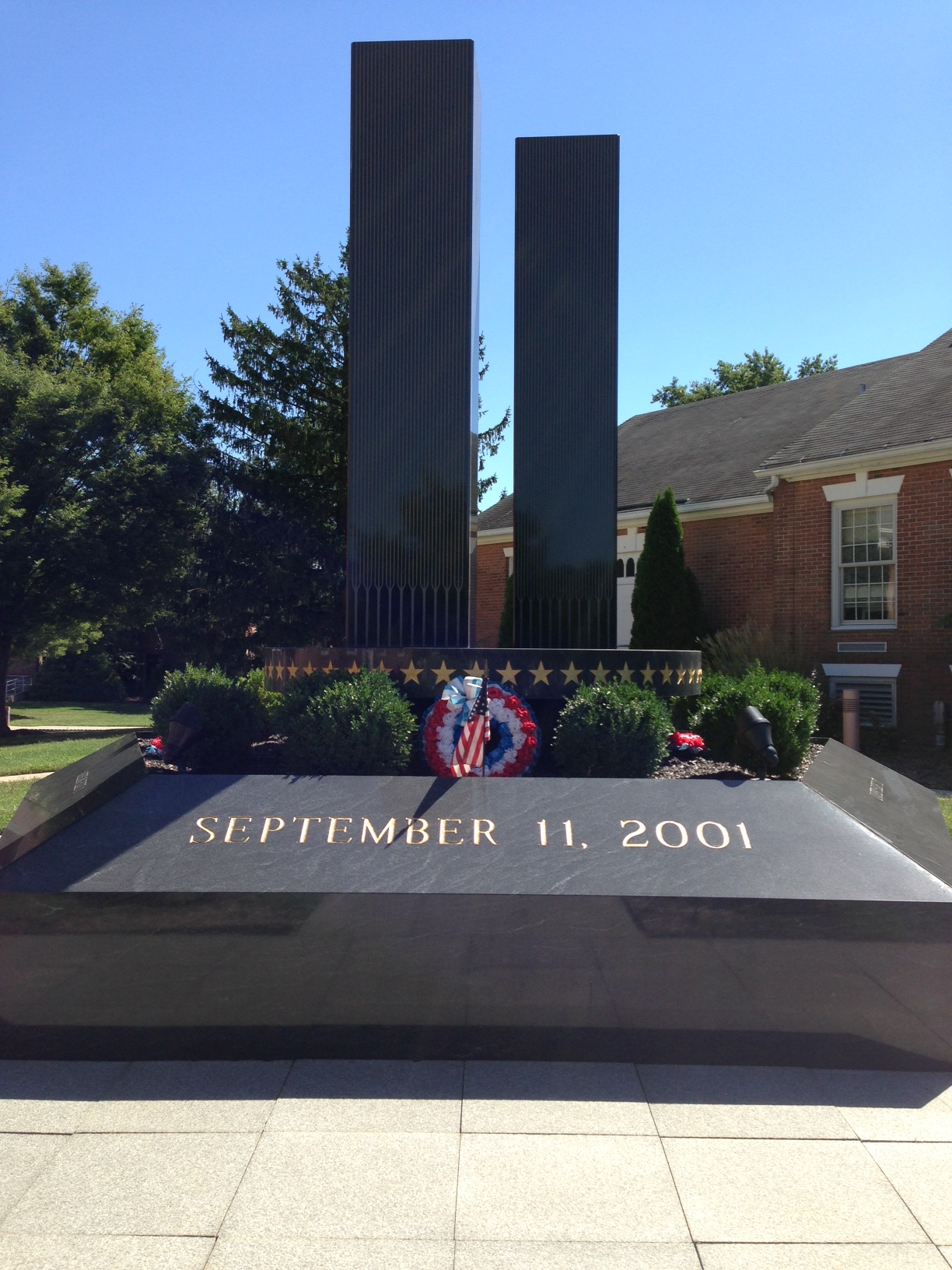
Freehold 911 Memorial

Ab Beginn des 20. Jahrhunderts bildeten sich zwischen dem Stadtzentrum von Freehold und dem umliegenden Farmland immer stärkere Disparitäten heraus. Nach einer öffentlichen Debatte über eine Ausgliederung der Stadt Freehold aus dem Township kam es zu einem Referendum, bei dem die Mehrheit der Bürger für eine Ausgliederung der Stadt Freehold aus dem Township stimmten. Diese Ausgliederung und die daraus resultierende Gründung des Borough of Freehold wurde am 15. April 1919 offiziell vollzogen. Im Borough of Freehold befanden sich zunächst auch weiterhin die Verwaltungsgebäude des Freehold Township, des Weiteren gab das Freehold Township seinen Status als County Seat an das Borough of Freehold ab. Im Freehold Township wurde später ein neues Rathaus gebaut. Am 7. November 1926 gab das Freehold Township einen weiteren Teil des Stadtgebietes an das Borough of Freehold ab. Nach dem Ende des Zweiten Weltkrieges erlebte das Freehold Township ein starkes Bevölkerungswachstum. Beeinflusst wurde dies durch den Ausbau der Infrastruktur, die eine bessere Anbindung an die Großstädte New York City, Philadelphia und Newark ermöglichte und das Pendeln zwischen den Städten vereinfachte. Auch kam es zu einem wirtschaftlichen und industriellen Wachstum, Arbeitsmöglichkeiten wurden vor allem durch die Errichtung Produktionshallen der Firmen Nestlé und 3M geschaffen. Im Jahr 1971 eröffnete im Freehold Township ein großer Krankenhauskomplex, das heutige CentraState Medical Center. 1990 eröffnete die Freehold Raceway Mall, das zweitgrößte Einkaufszentrum in New Jersey.
Fünf Einwohner des Freehold Township kamen bei den Terroranschlägen am 11. September 2001 ums Leben, für diese wurde später das Freehold Township 911 Memorial neben der Stadthalle eingeweiht.

## Demografie

### Census 2010
Bei der Volkszählung 2010 lebten im Freehold Township 36.184 Einwohner, verteilt auf 12.577 Haushalte und 9382 Familien. Von den Einwohnern waren 30.509 (84,32 %) Weiße, 1931 (5,34 %) Afroamerikaner, 2544 (7,03 %) Asiaten, 47 (0,13 %)
amerikanische Ureinwohner, 7 (0,02 %) Pazifische Insulaner, 531 (1,47 %) Einwohner anderer Abstammung und 615 (1,7 %) gehörten zwei oder mehr dieser Gruppen an. Hispanics und Latinos machten insgesamt 7,76 % an der Gesamtbevölkerung aus.
Von den 12.577 Haushalten hatten 36,7 % Kinder unter 18 Jahren, die mit ihnen wohnten, 61,4 % waren verheiratete Paare. Altersmäßig waren 24,3 % der Einwohner unter 18 Jahre alt, 7,5 % waren zwischen 18 und 24, 24,6 % zwischen 25 und 44, 30,7 % zwischen 45 und 64 und 13,0 % waren älter als 65 Jahre. Das Medianalter betrug 41,3 Jahre.
Das Medianeinkommen betrug im Freehold Township zum Zeitpunkt der Volkszählung 94.735 US-Dollar, das Medianeinkommen einer Familie lag bei 112.094 US-Dollar. Das durchschnittliche Pro-Kopf-Einkommen lag bei 40.504 US-Dollar. 3,9 % der Einwohner lebten unterhalb der Armutsgrenze, von diesen Einwohnern waren 4,6 % unter 18 und 4,0 % über 65 Jahre alt.

### Census 2000
Bei der Volkszählung im Jahr 2000 hatte das Freehold Township 31.537 Einwohner, die sich auf 10.814 Haushalte und 8283 Familien verteilten. 87,09 % der Einwohner waren Weiße, 5,15 % Asiaten, 5,12 % Afroamerikaner, 0,14 % amerikanische Ureinwohner, 1,21 % anderer Abstammung und 1,3 % gehörten zwei oder mehr Gruppen an. Hispanics und Latinos machten einen Anteil von 5,19 % an der gesamten Bevölkerung aus.
Von den 10.814 Haushalten hatten 37,8 % Kinder unter 18 Jahren, die mit ihnen wohnten, 65,9 % waren verheiratete Paare. Im Jahr 2000 waren 25,3 % der Einwohner des Townships jünger als 18 Jahre, 6,1 % waren zwischen 18 und 24, 31,2 % zwischen 25 und 44, 25,5 % zwischen 45 und 64 und 12,0 % der Einwohner waren älter als 65 Jahre. Das Medianalter lag bei genau 38 Jahren.

## Sehenswürdigkeiten
Im Freehold Township stehen zwei Bauten unter Denkmalschutz und wurden in das National Register of Historic Places aufgenommen.
- Der Monmouth Battlefield State Park ist ein etwas mehr als sieben Quadratkilometer großer Park an der Grenze zum Manalapan Township, auf dessen Gebiet im Jahr 1778 die Schlacht von Monmouth stattfand. Der Park wurde am 15. Oktober 1966 in seiner Gesamtheit in das NRHP aufgenommen.
- Das Walker-Combs-Hartshorne Farmstead wurde im Jahr 1686 erbaut und in der folgenden Zeit mehrfach erweitert. 1911 wurde das Haus von Charles Oakley, Jr., gekauft. Damals gehörten zu dem Farmland das Hauptgebäude sowie 23 weitere Wirtschaftsgebäude auf einer Fläche von etwa 35 Hektar. Nach dem Tod Oakleys im Jahr 1932 wurde die Farm von seinen Erben weiter betrieben, bis diese die Farm im Jahr 1972 verkauften. 1981 war das Walker-Combs-Hartshorne Farmstead die älteste noch betriebene Farm in New Jersey.[9] Am 4. Oktober 1990 wurde das Gebäude in das NRHP aufgenommen.

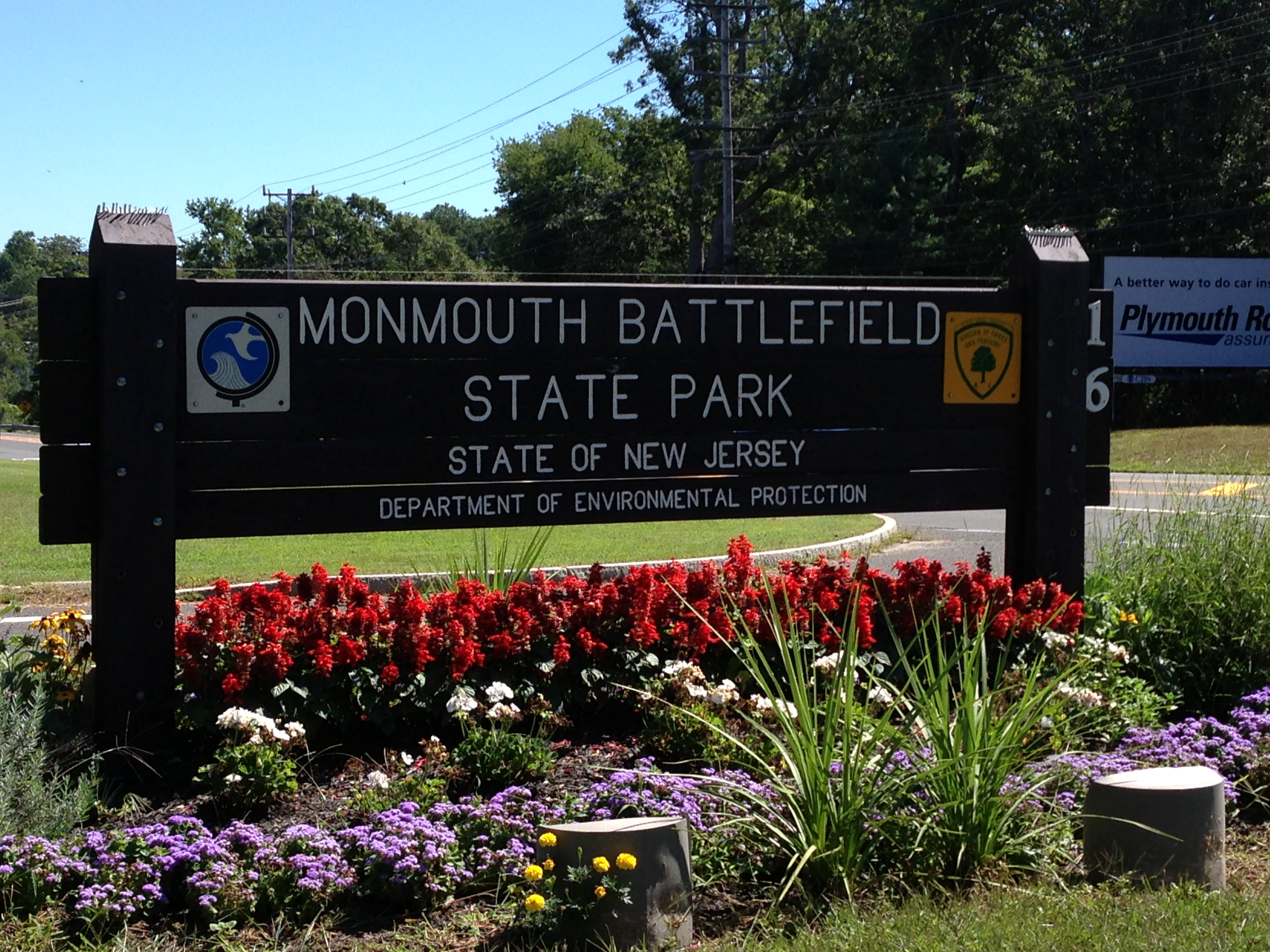
Monmouth Battlefield State Park
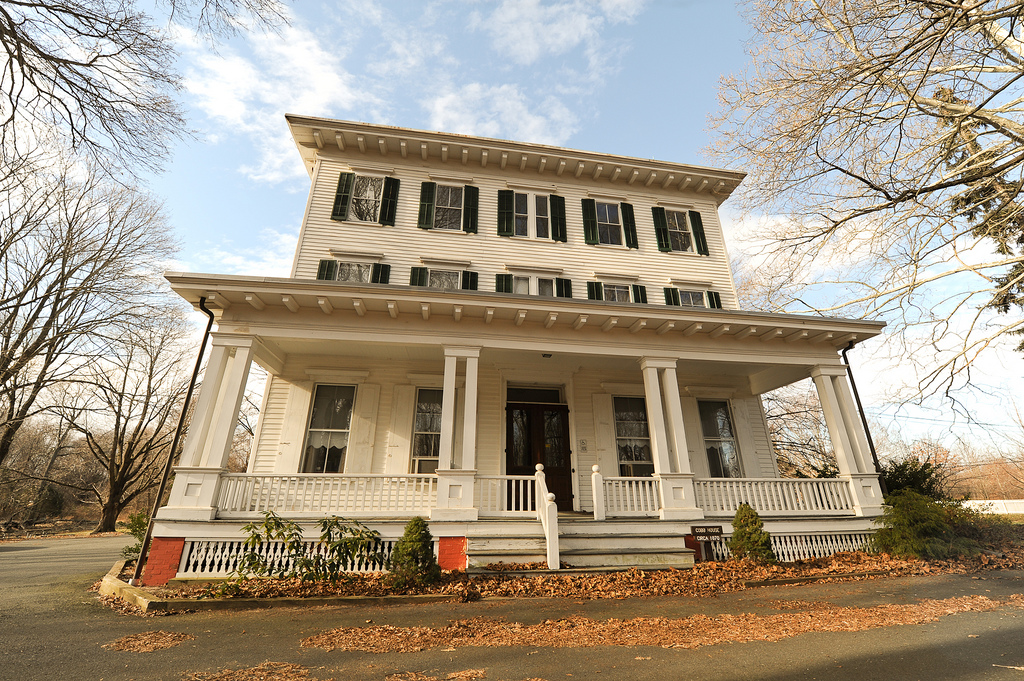
Cobb House im Monmouth Battlefield State Park
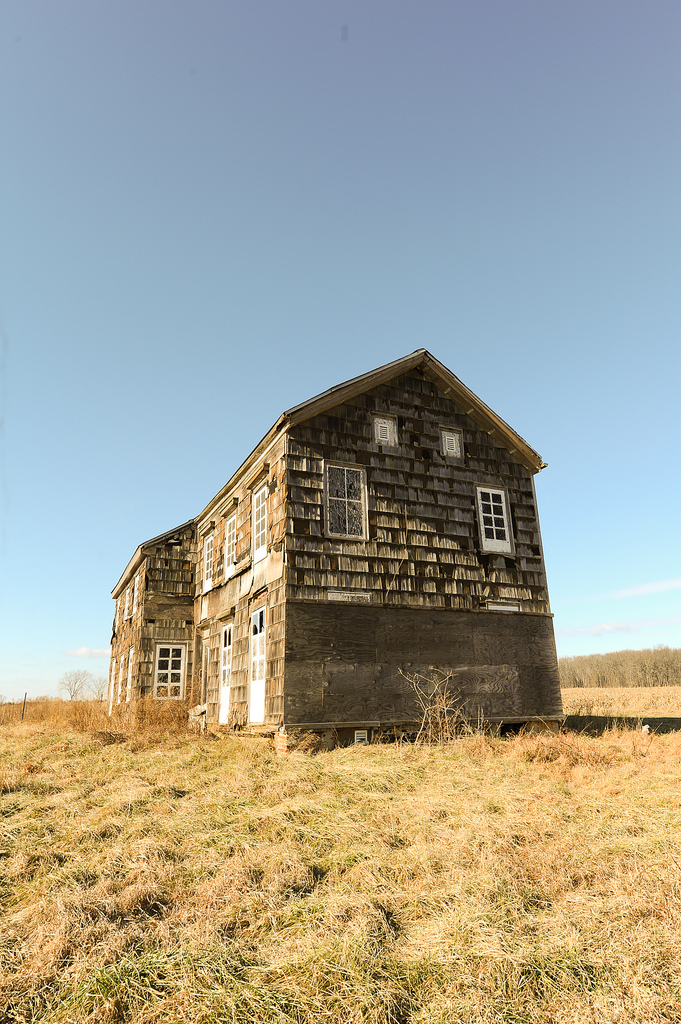
Sutfin House
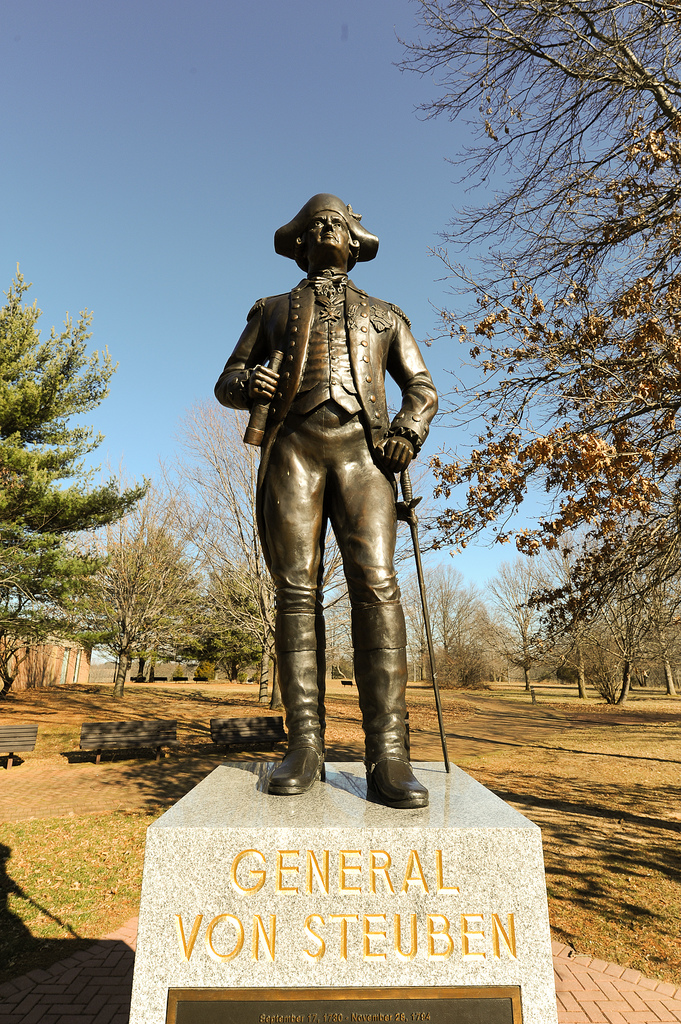
General Von Steuben Memorial
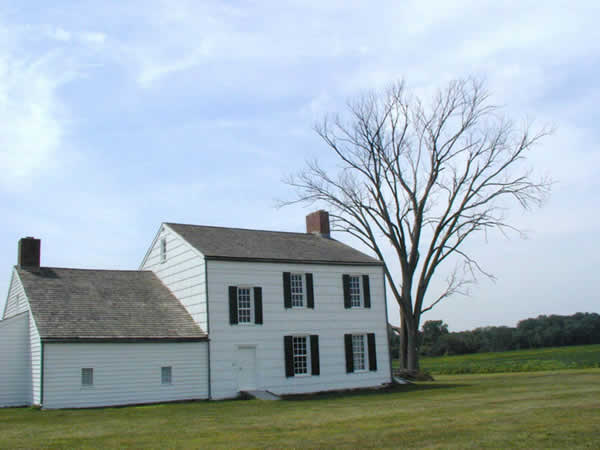
Craig Farm House
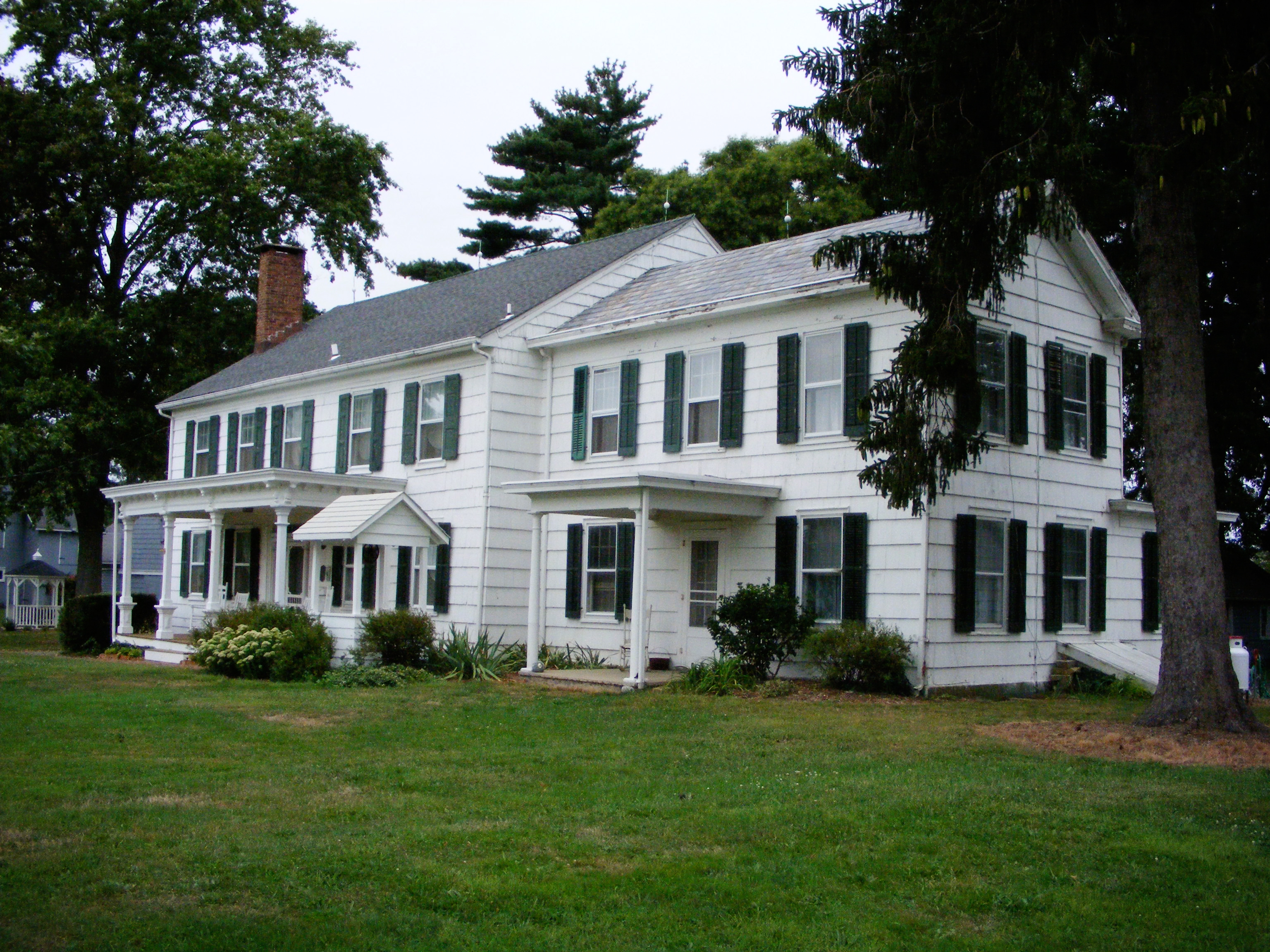
Walker-Combs-Hartshorne Farmstead

## Wirtschaft und Infrastruktur

### Wirtschaft
Im Freehold Township befindet sich die Freehold Raceway Mall, diese ist mit 237 Geschäften auf einer Fläche von etwa 150.000 m2 das zweitgrößte Einkaufszentrum des Bundesstaates New Jersey.

### Verkehr

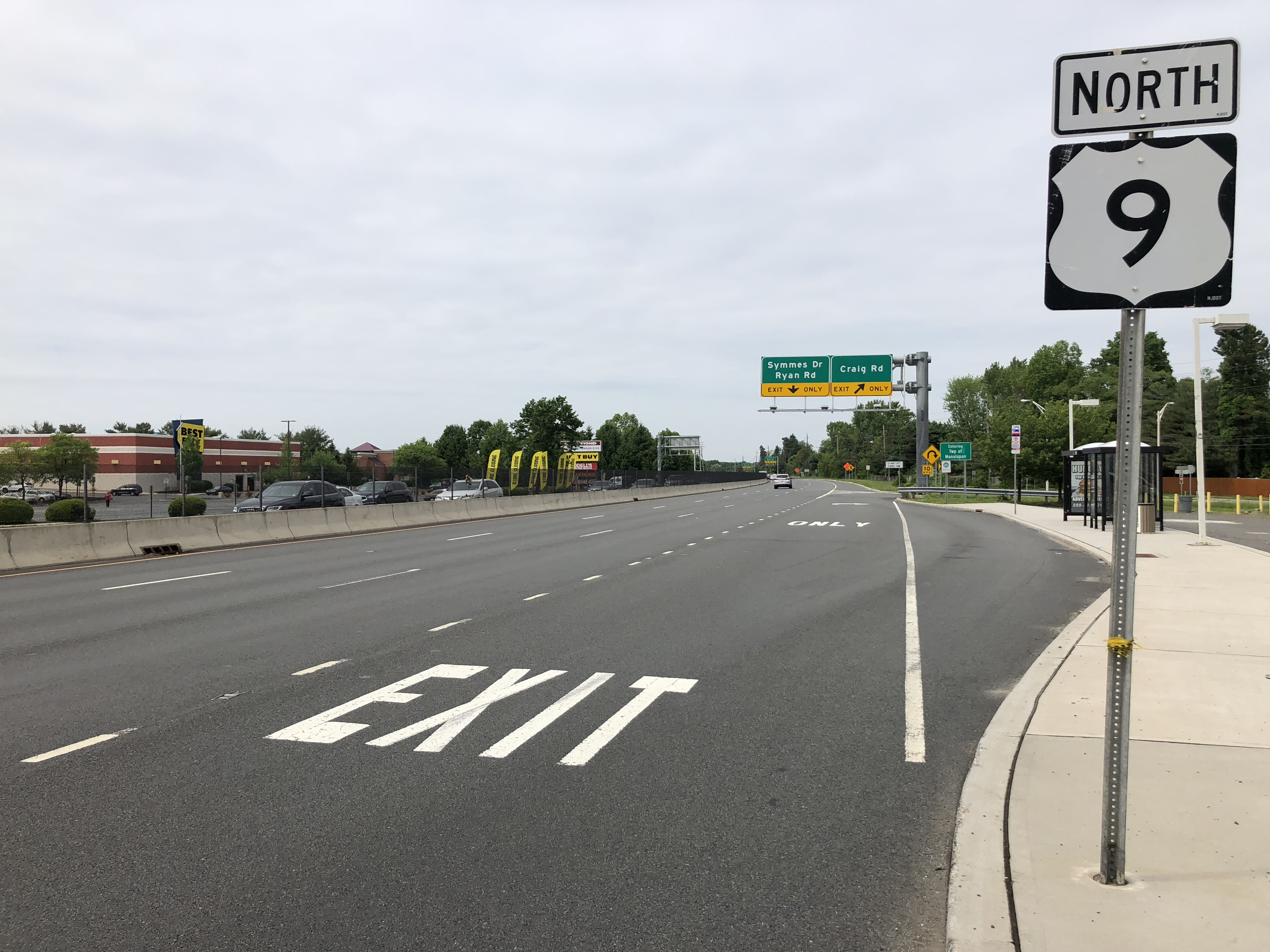
Der U.S. Highway 9 in Freehold Township

Durch das Gebiet des Freehold Township führen der U.S. Highway 9 zwischen Linwood und Newark sowie die New Jersey State Route 33 zwischen Heightstown und Asbury Park. Autobahnanschlüsse bestehen über Heightstown an die Interstate 95 zwischen Philadelphia und New York City sowie über Howell an die Interstate 195.
Vom Freehold Township aus fahren Busse der Verkehrsgesellschaft New Jersey Transit nach New York City, nach Newark und nach Jersey City sowie zwischen Lakewood Township und Old Bridge Township.

### Bildung

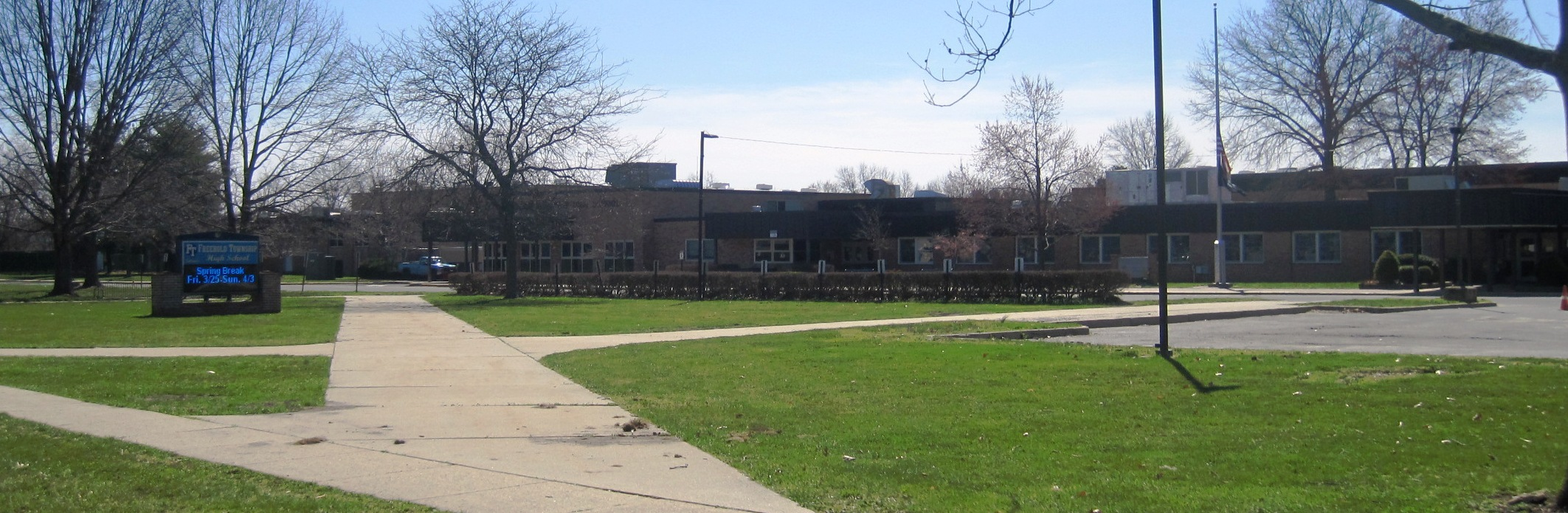
Freehold Township High School

Zum Schulbezirk Freehold Township Schools gehören acht Schulen, davon sind fünf Grundschulen, zwei Middle Schools und eine Vorschule. Im Schuljahr 2016/17 wurden an den Schulen des Schulbezirks 3801 Schüler bis zur achten Klasse unterrichtet. Des Weiteren gibt es auf im Freehold Township eine High Schools mit 2.111 Schülern im Schuljahr 2014/15. Ein Teil des Brookdale Community College liegt innerhalb des Freehold Township.

## Persönlichkeiten
- Katie Dippold (* 1980), Drehbuchautorin und Schauspielerin
- Erik Stocklin (* 1982), Schauspieler
- Amanda Anisimova (* 2001), Tennisspielerin
- Bruce Springsteen (* 1949), Rockstar